# Eucera obliterata
Eucera obliterata är en biart som beskrevs av Pérez 1896. Eucera obliterata ingår i släktet långhornsbin, och familjen långtungebin. Inga underarter finns listade i Catalogue of Life.